# Katoliška dežela Emilija - Romanja
Katoliška dežela Emilija - Romanja je skupno ime za škofije in nadškofije v istoimenski italijanski deželi Emilija - Romanja (Regione Emilia-Romagna) in državi San Marino. Obsega sledečih 15 škofij: Piacenza, Fidenza, Parma, Reggio Emilia, Modena, Carpi, Bologna, Ferrara, Imola, Ravenna, Faenza, Forlì, Cesena, Rimini, San Marino.
Po podatkih zbornika Istituto Centrale per il sostentamento del clero 2006 živi na površini 2.113 km² skupno 4.168.112 vernikov v 2.711 župnijah. 
Po legendi je prvi učil krščansko vero v teh krajih sveti Apolinarij iz Ravenne, kjer je bila dejansko ustanovljena škofija že v drugem stoletju. Pozneje je mesto doseglo višek slave kot prestolnica Vzhodnega Rimskega Cesarstva, iz česar se da sklepati, da je bila tudi cerkvena organizacija dobro izpeljana bodisi v mestu samem kot v vsej pokrajini. Iz prvih časov krščanstva izstopa Petronij, ki je bil bolonjski škof od leta 432 do leta 450. Kot je pozneje postalo značilno za prebivalce teh krajev, je Petronij združeval globoko vero s potrebo po socialnem delovanju, kar je dalo osnovo za moderno pojmovanje kulture povezane z vero.